# Alcohólicos Anónimos
Alcohólicos Anónimos (reconocida por las siglas AA) es una comunidad internacional de ayuda mutua conformada por alcohólicos en recuperación de la enfermedad del  alcoholismo, fundada en 1935 por William Griffith Wilson  conocido como Bill W y  Robert Holbrook Smith como el Dr. Bob, iniciando reuniones en Akron, Ohio (EE. UU).  En 2018 se hallaba presente en más de 180 países, constaba de 120.300 grupos y reunía cerca de 2,1 millones de miembros. 
Sus agrupaciones gozan de plena autonomía y sus miembros comparten mutuamente en reuniones de grupo, sus experiencias, fortalezas y esperanzas que les permite resolver su problema común y ayudar a otros a recuperarse del alcoholismo. Para ser miembro de AA, el único requisito que declara el nuevo adherente es su deseo de dejar la bebida. Es una asociación sin ánimo de lucro y sin afiliaciones a sectas, religiones, partidos políticos u cualquier otra forma organización. 
Este movimiento se rige por 36 principios, los cuales se dividen en 12 pasos, 12 tradiciones y 12 conceptos para el servicio mundial. Otra de sus características sobresalientes es que tiene prohibido estatutariamente recibir cualquier tipo de ayuda económica pública o privada: ni subvenciones ni donaciones. Se sostiene únicamente con las contribuciones, de ordinario muy pequeñas, de sus miembros, lo cual garantiza su independencia de cualquier organismo tanto público como privado.
En la actualidad, se calcula que hay alrededor de 116 000 grupos y más de dos millones de miembros en el mundo que han logrado su recuperación a través de la ayuda de esta comunidad.

## Breve historia
Alcohólicos Anónimos surgió en Akron el 10 de junio de 1935, tras una reunión entre William Griffith Wilson (1895-1971), un corredor de bolsa de Nueva York, y Robert Holbrook Smith (1879-1950) un eminente cirujano de esa ciudad. Ambos padecían graves trastornos por su abuso de bebidas alcohólicas. Bill W. había permanecido abstinente durante seis meses, y ese día, el Dr. Bob bebió su último trago. En aquella ocasión, estos dos enfermos alcohólicos se conocieron en persona y se ayudaron para dejar de beber y alcanzar un estado de sobriedad sostenida. También por su gran ayuda al Dr. Bob y aporte a la comunidad se reconoce a la monja enfermera de las Hermanas de la Caridad de San Agustín Mary Ignatia Gavin (1889-1966) como cofundadora.

## Ámbito y estructuración
Esta comunidad opera en más de 180 países. La estructura básica de funcionamiento es el grupo, el cual se define de la siguiente manera: “Cuando dos o más individuos se reúnen con el único objetivo de conseguir la sobriedad, y mientras como grupo no presenten otra afiliación, entonces se pueden definir así mismos como un grupo de A.A." Los Doce Pasos son los principios que sustentan la recuperación del alcohólico, la práctica de estos lleva a conseguir la sobriedad. “Las Doce Tradiciones”, son principios que permiten una buena relación entre los miembros y la comunidad exterior. Alcohólicos Anónimos indican que el programa no debe estar nunca organizado, que no deberán llegar a ser profesionales. También, que no existe autoridad dentro de Alcohólicos Anónimos, excepto la que puede manifestarse a través de la conciencia de grupo.Casi todos los países cuentan con una Oficina General de Servicio la cual es responsable de proporcionar todos aquellos servicios que harán posible la transmisión del mensaje de A.A. Cada oficina se sostiene con sus propias contribuciones y funciona de manera autónoma. Las estructuras de cada país se guían por los Doce Conceptos para el Servicio Mundial. Estos principios permiten que dichas estructuras cumplan con el objetivo fundamental de hacer posible el mensaje de A.A.

## Alcohólicos Anónimos en México
En México es la segunda estructura más grande e importante de servicio a nivel mundial en Alcohólicos Anónimos y está representada como La Central Mexicana de Servicios Generales de Alcohólicos Anónimos A.C., Integrante de los Servicios Mundiales de A.A. Cuenta con más de catorce mil grupos de A.A. a todo lo largo y ancho de México, que sesionan únicamente hora y media al día. No cuentan con servicios de internamiento, hospitalización, albergue o anexo alguno, no funcionan las 24 horas, no realizan experiencias espirituales en hacienda alguna. Tienen su Oficina de Servicios Generales (OSG) en la Ciudad de México, la cual es responsable de proveer todos los  servicios  necesarios y útiles  para canalizar el mensaje de A.A. También es responsable y beneficiaria de la edición y distribución de toda la literatura aprobada de Alcohólicos Anónimos por la respectiva conferencia. Cuenta con un directorio actualizado y a nivel nacional,  que habilita a cualquiera que desee, ubicar el lugar y el horario de servicio de los millares de grupos de A.A.

## Libros
Literatura oficial de A.A.

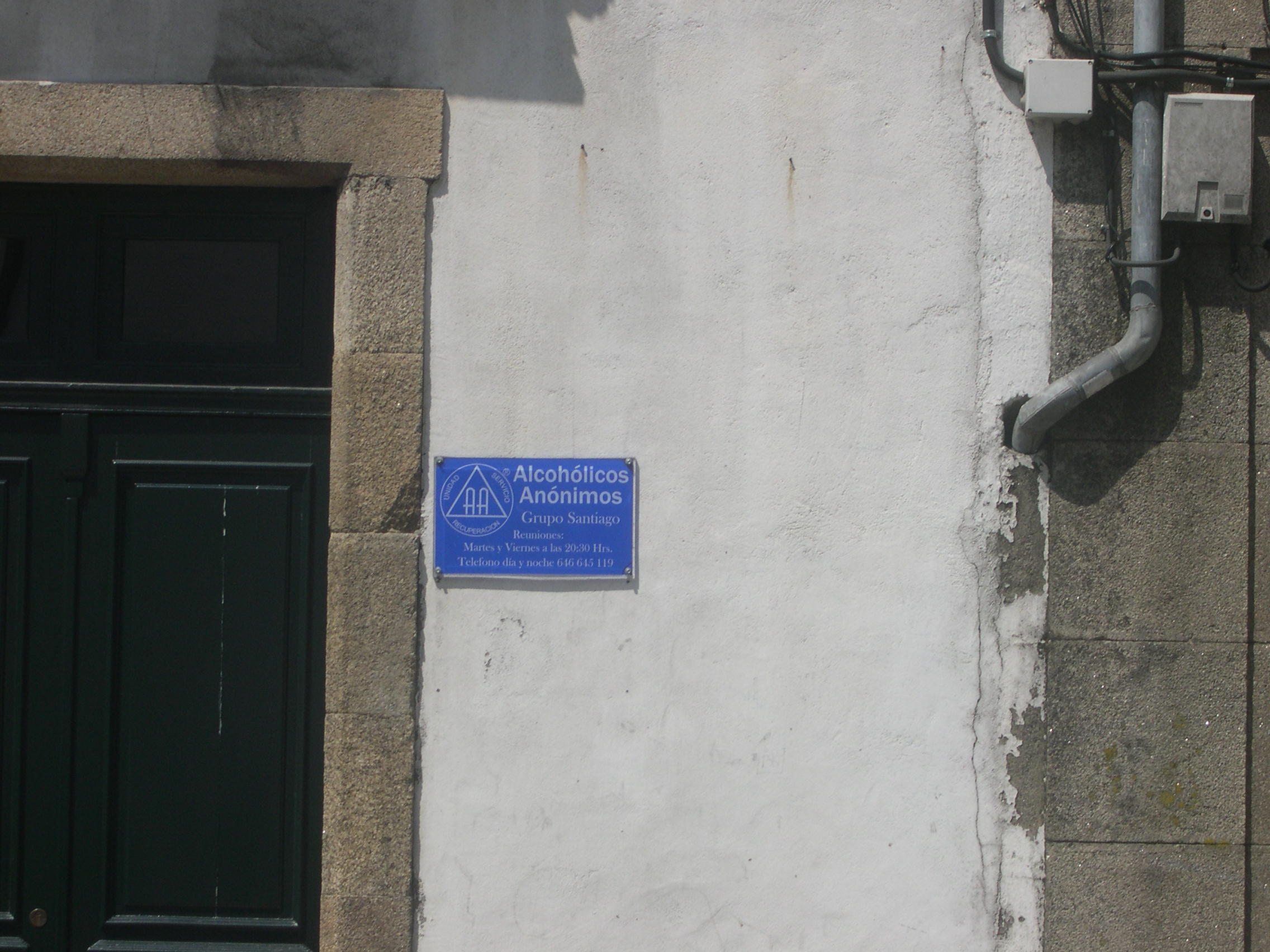
Entrada al local de Alcohólicos Anónimos en Santiago de Compostela, España.

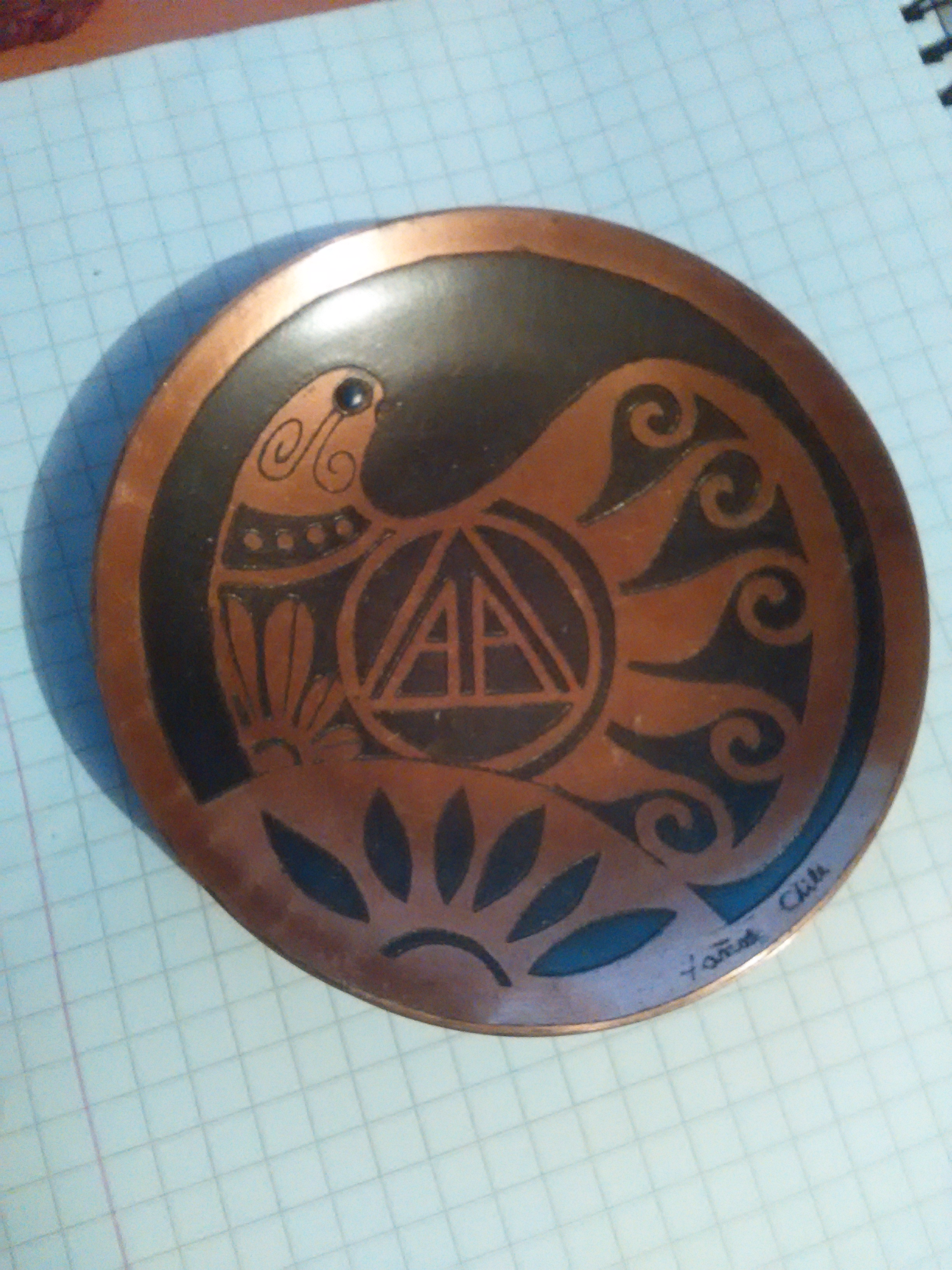
Discreta placa de cobre de refuerzo o premio de Alcohólicos Anónimos, que se otorga a quienes pasen cierta cantidad de tiempo sin beber en Mexico.

- Alcohólicos Anónimos conocido también como el Libro Grande (o anteriormente Libro Azul) es el texto básico utilizado por los miembros de la Comunidad,. Se publicó por primera vez en 1939.
- Doce Pasos y Doce Tradiciones, título que versa en forma atrayente sobre el programa medular de  los doce pasos de recuperación del alcoholismo por una parte;  y de otro lado, sobre las doce tradiciones por las cuales la comunidad de Alcohólicos Anónimos se ha mantenido y se proyecta en el tiempo.
- Transmítelo, la historia de Bill W. y de cómo llegó al mundo el mensaje de Alcohólicos Anónimos. Es además una biografía del cofundador de A.A. y el desarrollo de la comunidad.
- Alcohólicos Anónimos llega a su mayoría de edad es la obra que reúne los esfuerzos para seguir adelante en los 21  primeros años de A.A.
- Como lo ve Bill ( anteriormente titulado Sendero de vida) escritos que describen la manera de vivir de A.A.El cambio de título pudiera contradecir la duodécima tradición de 'los principios antes que las personalidades'.[6]
- Viviendo sobrio es  un manojo práctico de ensayos y crónicas , que demuestran a través de ejemplos cómo los alcohólicos anónimos, de todas las partes del mundo, viven y se mantienen sobrios día a día. Este libro es de lectura oportuna y recomendable para los iniciados en la comunidad.
- El lenguaje del corazón que es una selección de artículos aparecidos en la revista  Grapevine, cronológicamente.
- El Dr. Bob y los veteranos historia del cofundador y de los pioneros de la comunidad de los dos  primeros lustros.
- Reflexiones diarias un repertorio de trozos de artículos para cada día del año y sobre un tema que aparece en diferentes publicaciones de A.A.
- Alcohólicos anónimos en prisiones en base al mensaje a los alcohólicos que moran en los presidios . Este libro es una recopilación de treinta y dos testimonios de hombres o de mujeres que,  en instituciones correccionales, comparten sus experiencias tras  hallar la solución para su alcoholismo en la nueva vida que ofrece A.A., mientras purgaban sus delitos en los presidios.
- Plenitud. Es una revista de publicación bimestral, circula entre los alcohólicos anónimos de México, en demanda de muchos A.A. del país, y desde luego como una publicación mexicana similar al A.A. Grapevine, la primera revista de la Comunidad en inglés. En el año de 1977 hace su aparición formalmente en la comunidad de A.A. México.
- De las tinieblas hacia la luz . Es una publicación  editada recientemente y que reseña sendas historias de los alcohólicos pioneros que coadyuvaron con  la 4.ª edición del libro "Alcohólicos Anónimos"[7]
- Manual de Servicios de A.A. y Doce Conceptos para el servicio mundial por Bill W.[8] Un libro sobre carácter constitutivo y estructural de la Comunidad de A.A. , referido a Estados Unidos y Canadá. Contiene: Estructura de la Conferencia de Servicio. El RSG, Comité de Distrito, Comité de Área. Delegado. Custodio. Oficina de Servicios Generales.

### Distribución de libros
- Existe una gran cantidad de folletos y trípticos que describen la forma de trabajo de A.A. y llevan el mensaje para acudir a la comunidad ( un grupo vecino).
- Los ejemplares de la literatura de A.A., se pueden adquirir dentro de los grupos de A.A. o en las Oficinas de Servicios Generales.
- En algunos grupos alrededor del mundo, a los nuevos miembros se les obsequia folletos básicos, como "Esto es A.A." y/o "44 Preguntas y respuestas acerca de A.A.".

## Folletos
- 44 preguntas y respuestas
- Esto es A.A.
- El grupo de A.A.
- El artículo de Jack Alexander sobre A.A.
- ¿Hay un alcohólico en su vida?
- Carta a una mujer alcohólica
- A.A. y la profesión médica
- El empleado alcohólico
- Los Doce Pasos
- Las Doce Tradiciones
- El miembro de A.A. y el abuso de las drogas
- Tres charlas a sociedades médicas
- Un ministro religioso pregunta acerca de A.A.
- Los jóvenes y A.A.
- Cómo cooperan los miembros de A.A.
- ¿Demasiado joven?
- A.A. en las prisiones
- Un punto de vista sobre Alcohólicos Anónimos
- A.A. para la mujer
- A.A. y las Fuerzas Armadas
- Carta a un preso que puede ser alcohólico
- Si usted es un profesional... A.A. quiere trabajar con usted
- Tiempo para empezar a vivir
- ¿Sabes cuál es la causa de tus sufrimientos?
- Una breve guía de A.A.
- Diez mujeres en A.A.
- Es mejor que estar sentado en una celda
- ¿Se cree usted diferente?
- Problemas diferentes al alcohol
- A.A. en centros de tratamiento
- A.A. en el campo institucional
- Preguntas y respuestas para el apadrinamiento
- El R.S.G
- Las Doce Tradiciones Ilustradas
- Catálogo de literatura
- Comprendiendo el Anonimato
- Hablando en Reuniones de No-Alcohólicos
- El representante del Comité de Información Pública
- Doce Pasos Condensados
- Guía de Procedimientos/Comité de Finanzas
- Los Doce Pasos Ilustrados
- Manual de Oficinas Intergrupales
- Directorio Nacional de Centros de Servicio e Información
- Guía de Funcionamiento del Comité de Política, Agenda y Admisiones
- Los Doce Conceptos para el Servicio Mundial (Ilustrado)
- Como llevar la Información a un Profesional
- Manual de Comités en Centros de Tratamiento
- Manual de Comités Instituciones Correccionales
- Reuniones para Principiantes
- Comités de Nominaciones/Guía de Procedimientos
- Información General de A.A
- A.A En Instituciones Correccionales
- A.A En Instituciones Correccionales de Igual a Igual
- Centros de Tratamiento. Yo Estuve Como TU...
- El Alcoholismo en los Jóvenes (ilustrado).
- El Representante del Comité en Centros de Tratamiento
- Comité Mensaje a la Mujer
- El Representante del Comité de Instituciones Correccionales

## Trípticos
- ¿Es A.A. para usted?
- A.A. en su comunidad
- A.A. y la historia de Marcela
- Cuestionario para la mujer
- ¿Es A.A. para un joven como tú?
- Mujer... ¿Es A.A. para ti?
- Es trabajador, es inteligente, es amable... pero bebe
- ¿Alcoholismo en los jóvenes?
- Llevando el mensaje...
- ¿Adónde voy de aquí?
- A.A. cómo trabaja.